# Fotballklubben Bodø/Glimt 2008
Questa voce raccoglie le informazioni riguardanti il Fotballklubben Bodø/Glimt nelle competizioni ufficiali della stagione 2008.

## Stagione
Il Bodø/Glimt chiuse la stagione al 4º posto, mentre l'avventura nella Coppa di Norvegia 2008 si chiuse ai quarti di finale, con l'eliminazione per mano del Vålerenga. Il calciatore più utilizzato in stagione fu Trond Olsen, con 31 presenze (26 in campionato, 5 in coppa); fu anche il miglior marcatore con le sue 14 reti (10 in campionato, 4 in coppa).

## Maglie e sponsor
Lo sponsor tecnico per la stagione 2008 fu Diadora, mentre lo sponsor ufficiale fu Nordlandsbanken. La divisa casalinga era completamente giallo ocra, con inserti neri. Quella da trasferta era invece totalmente celeste.
| Casa | Trasferta |

## Rosa
| N. |                     | Ruolo | Calciatore          |
| -- | ------------------- | ----- | ------------------- |
| 1  | Estonia (bandiera)  | P     | Pavel Londak        |
| 2  | Norvegia (bandiera) | D     | Vegard Sannes       |
| 3  | Norvegia (bandiera) | D     | Per Verner Rønning  |
| 4  | Norvegia (bandiera) | D     | Johan Lædre Bjørdal |
| 5  | Liberia (bandiera)  | D     | Willis Forko        |
| 6  | Norvegia (bandiera) | C     | Stian Theting       |
| 7  | Norvegia (bandiera) | C     | Runar Berg          |
| 8  | Norvegia (bandiera) | C     | Olav Råstad         |
| 9  | Brasile (bandiera)  | C     | Thiago Martins      |
| 10 | Norvegia (bandiera) | A     | Jan-Derek Sørensen  |
| 11 | Norvegia (bandiera) | D     | Mounir Hamoud       |
| 12 | Norvegia (bandiera) | P     | Jonas Kolstad       |
| 14 | Svezia (bandiera)   | D     | Daniel Blomgren     |
| 15 | Norvegia (bandiera) | D     | Thomas Jacobsen     |
| 16 | Norvegia (bandiera) | A     | Stig Johansen       |

| N. |                       | Ruolo | Calciatore             |
| -- | --------------------- | ----- | ---------------------- |
| 17 | Norvegia (bandiera)   | D     | Ruben Imingen          |
| 18 | Norvegia (bandiera)   | C     | Christian Berg         |
| 19 | Norvegia (bandiera)   | A     | Håvard Sakariassen     |
| 19 | Albania (bandiera)    | A     | Tani Stafsula          |
| 20 | Norvegia (bandiera)   | A     | Trond Olsen            |
| 21 | Norvegia (bandiera)   | A     | Robert Vikestad        |
| 21 | Costa Rica (bandiera) | A     | Randall Brenes         |
| 22 | Norvegia (bandiera)   | D     | Even Iversen           |
| 23 | Norvegia (bandiera)   | C     | Anders Ågnes Konradsen |
| 24 | Norvegia (bandiera)   | C     | Anders Karlsen         |
| 25 | Norvegia (bandiera)   | P     | Ivar Forn              |
| 26 | Islanda (bandiera)    | C     | Birkir Bjarnason       |
| 27 | Norvegia (bandiera)   | A     | Stefan Johansen        |
| 28 | Estonia (bandiera)    | D     | Alo Bärengrub          |
| 29 | Norvegia (bandiera)   | C     | Thomas Rønning         |

## Calciomercato

### Sessione invernale(dal 01/01 al 31/03)
| Acquisti | Acquisti           | Acquisti            | Acquisti      |
| R.       | Nome               | da                  | Modalità      |
| -------- | ------------------ | ------------------- | ------------- |
| D        | Alo Bärengrub      | Flora Tallinn       | definitivo    |
| D        | Willis Forko       | Vancouver Whitecaps | definitivo    |
| D        | Per Verner Rønning | AIK                 | definitivo    |
| C        | Christian Berg     | Fredrikstad         | definitivo    |
| C        | Birkir Bjarnason   | Viking              | prestito      |
| A        | Kim Nysted         | Tønsberg            | fine prestito |
| A        | Jan-Derek Sørensen | Vålerenga           | definitivo    |
| A        | Tani Stafsula      | AC Oulu             | definitivo    |
| A        | Robert Vikestad    | Ranheim             | definitivo    |

| Cessioni | Cessioni           | Cessioni     | Cessioni      |
| R.       | Nome               | a            | Modalità      |
| -------- | ------------------ | ------------ | ------------- |
| D        | Andreas Aakre      |              | ritiro        |
| D        | Erik Hoftun        |              | ritiro        |
| D        | Roy Miller         | Rosenborg    | definitivo    |
| C        | Olof Hvidén-Watson | Odd Grenland | fine prestito |
| A        | Kim Nysted         | Lørenskog    | definitivo    |

### Sessione estiva(dal 01/08 al 31/08)
| Acquisti | Acquisti           | Acquisti | Acquisti   |
| R.       | Nome               | da       | Modalità   |
| -------- | ------------------ | -------- | ---------- |
| A        | Håvard Sakariassen | Bryne    | definitivo |

| Cessioni | Cessioni       | Cessioni    | Cessioni   |
| R.       | Nome           | a           | Modalità   |
| -------- | -------------- | ----------- | ---------- |
| A        | Randall Brenes | Kongsvinger | definitivo |
| A        | Tani Stafsula  |             | svincolato |

## Risultati

### Eliteserien

#### Girone di andata
| Arbitro: | Alseth (Stjørdal) |

|                       |           |  |
| Martins 5’ Hamoud 23’ | Marcatori |  |

| Arbitro: | Helgerud (Lier) |

|                                    |           |               |
| Stensaas 52’ Holmen 67’ Ighalo 79’ | Marcatori | 78’ Bjarnason |

| Arbitro: | Olsen (Trondheim) |

|             |           |               |
| Martins 33’ | Marcatori | 81’ Andersson |

| Arbitro: | Helgerud (Lier) |

|                          |           |  |
| Piiroja 82’ Tegström 90’ | Marcatori |  |

| Arbitro: | Helgerud (Lier) |

|                              |           |           |
| Olsen 48’ Martins 72’ (rig.) | Marcatori | 79’ Silva |

| Arbitro: | Edvartsen (Hamar) |

|                    |           |                            |
| Nielsen 88’ (rig.) | Marcatori | 37’ Sørensen 90’ Bjarnason |

| Arbitro: | Moen (Haugesund) |

|                       |           |  |
| Martins 34’ Olsen 90’ | Marcatori |  |

| Oslo 25 maggio 2008, ore 18:00 8ª giornata | Vålerenga          | 0 – 0 referto | Bodø/Glimt | Ullevaal Stadion (13.638 spett.)\| Arbitro: \| Johnsen (Tønsberg) \| |
| Arbitro:                                   | Johnsen (Tønsberg) |               |            |                                                                      |

| Arbitro: | Edvartsen (Hamar) |

|           |           |  |
| Olsen 65’ | Marcatori |  |

| Arbitro: | Sandmoen (Kjelsås) |

|                                   |           |  |
| Stokholm 58’ (rig.) Steenslid 81’ | Marcatori |  |

| Arbitro: | Sandmoen (Kjelsås) |

|                |           |             |
| T. Rønning 57’ | Marcatori | 61’ Demidov |

| Arbitro: | Helgerud (Lier) |

|                                             |           |             |
| Helstad 3’, 72’, 90’ (rig.) Demba-Nyrén 45’ | Marcatori | 70’ Martins |

| Arbitro: | Hagen (Grue) |

|                        |           |                     |
| Sti. Johansen 51’, 54’ | Marcatori | 26’ Hoseth 73’ Mota |

#### Girone di ritorno
| Arbitro: | Sælen (Bergen) |

|                             |           |  |
| Sundgot 11’, 20’ Occean 19’ | Marcatori |  |

| Arbitro: | Alseth (Stjørdal) |

|                             |           |           |
| Sørensen 80’ P. Rønning 89’ | Marcatori | 9’ Ighalo |

| Arbitro: | Hagen (Grue) |

|                                                    |           |                     |
| Skjønsberg 5’ Keller 14’ Andersson 23’ Høiland 75’ | Marcatori | 65’ (rig.) Sørensen |

| Arbitro: | Berntsen (Vang) |

|                                          |           |                            |
| Sørensen 19’ Bjarnason 21’ Bärengrub 68’ | Marcatori | 85’ Stokholm 90’ Danielsen |

| Arbitro: | Hauge (Bergen) |

|            |           |                           |
| Gjerde 74’ | Marcatori | 7’ Bjarnason 48’ Sørensen |

| Arbitro: | Helgerud (Lier) |

|                            |           |               |
| R. Berg 36’ Olsen 69’, 80’ | Marcatori | 26’ Huseklepp |

| Tromsø 13 settembre 2008, ore 19:00 20ª giornata | Tromsø         | 0 – 0 referto | Bodø/Glimt | Alfheim Stadion (7.456 spett.)\| Arbitro: \| Hauge (Bergen) \| |
| Arbitro:                                         | Hauge (Bergen) |               |            |                                                                |

| Arbitro: | Alseth (Stjørdal) |

|                       |           |             |
| Sti. Johansen 4’, 64’ | Marcatori | 40’ Wallace |

| Arbitro: | Sandmoen (Kjelsås) |

|                          |           |                                 |
| Vitaić 45’ Haraldsen 89’ | Marcatori | 52’ Sti. Johansen 62’ Bjarnason |

| Arbitro: | Edvartsen (Hamar) |

|             |           |                           |
| C. Berg 81’ | Marcatori | 88’ Wæhler 90’ dos Santos |

| Arbitro: | Øvrebø (Oslo) |

|           |           |  |
| Aarøy 20’ | Marcatori |  |

| Arbitro: | Moen (Haugesund) |

|                                    |           |                  |
| Olsen 53’, 78’ Sørensen 68’ (rig.) | Marcatori | 31’, 75’ Nielsen |

| Arbitro: | Berntsen (Vang) |

|            |           |                     |
| Strand 20’ | Marcatori | 22’, 80’, 85’ Olsen |

### Coppa di Norvegia
| Arbitro: | Moen (Haugesund) |

|  |           |                           |
|  | Marcatori | 61’, 90’ Olsen 65’ Brenes |

| Arbitro: | Andersen |

|  |           |                                 |
|  | Marcatori | 12’, 15’ Sti.Johansen 36’ Olsen |

| Arbitro: | Alapnes |

|                              |           |              |
| Sørensen 39’, 90’ Brenes 58’ | Marcatori | 23’ Andersen |

| Arbitro: | Øvrebø (Oslo) |

|                                                |           |            |
| Sti. Johansen 12’ P. Rønning 44’ Konradsen 90’ | Marcatori | 74’ Nilsen |

| Arbitro: | Moen (Haugesund) |

|                                              |           |           |
| Shelton 16’ Fredheim Holm 45’ Abdellaoue 66’ | Marcatori | 26’ Olsen |

## Statistiche

### Statistiche di squadra
| Competizione      | Punti | In casa | In casa | In casa | In casa | In casa | In casa | In trasferta | In trasferta | In trasferta | In trasferta | In trasferta | In trasferta | Totale | Totale | Totale | Totale | Totale | Totale | DR |
| Competizione      | Punti | G       | V       | N       | P       | Gf      | Gs      | G            | V            | N            | P            | Gf           | Gs           | G      | V      | N      | P      | Gf     | Gs     | DR |
| ----------------- | ----- | ------- | ------- | ------- | ------- | ------- | ------- | ------------ | ------------ | ------------ | ------------ | ------------ | ------------ | ------ | ------ | ------ | ------ | ------ | ------ | -- |
| Eliteserien       | 42    | 13      | 9       | 3       | 1       | 25      | 14      | 13           | 3            | 3            | 7            | 12           | 24           | 26     | 12     | 6      | 8      | 37     | 38     | -1 |
| Coppa di Norvegia | -     | 2       | 2       | 0       | 0       | 6       | 2       | 3            | 2            | 0            | 1            | 7            | 3            | 5      | 4      | 0      | 1      | 13     | 5      | +8 |
| Totale            | -     | 15      | 11      | 3       | 1       | 31      | 16      | 16           | 5            | 3            | 8            | 19           | 27           | 31     | 16     | 6      | 9      | 50     | 43     | +7 |

### Statistiche dei giocatori
| Giocatore      | Eliteserien | Eliteserien | Eliteserien | Eliteserien | Coppa di Norvegia | Coppa di Norvegia | Coppa di Norvegia | Coppa di Norvegia | Totale   | Totale | Totale      | Totale     |
| Giocatore      | Presenze    | Reti        | Ammonizioni | Espulsioni  | Presenze          | Reti              | Ammonizioni       | Espulsioni        | Presenze | Reti   | Ammonizioni | Espulsioni |
| -------------- | ----------- | ----------- | ----------- | ----------- | ----------------- | ----------------- | ----------------- | ----------------- | -------- | ------ | ----------- | ---------- |
| A. Bärengrub   | 16          | 1           | 0           | 0           | 2                 | 0                 | 0                 | 0                 | 18       | 1      | 0           | 0          |
| C. Berg        | 24          | 1           | 3           | 0           | 2                 | 0                 | 0                 | 0                 | 26       | 1      | 3           | 0          |
| R. Berg        | 25          | 1           | 3           | 0           | 2                 | 0                 | 0                 | 0                 | 27       | 1      | 3           | 0          |
| B. Bjarnason   | 22          | 5           | 0           | 0           | 4                 | 0                 | 1                 | 0                 | 26       | 5      | 1           | 0          |
| J. Bjørdal     | 6           | 0           | 0           | 0           | 1                 | 0                 | 0                 | 0                 | 7        | 0      | 0           | 0          |
| D. Blomgren    | 0           | 0           | 0           | 0           | 0                 | 0                 | 0                 | 0                 | 0        | 0      | 0           | 0          |
| R. Brenes      | 7           | 0           | 0           | 0           | 3                 | 2                 | 1                 | 0                 | 10       | 2      | 1           | 0          |
| W. Forko       | 25          | 0           | 3           | 0           | 2                 | 0                 | 0                 | 0                 | 27       | 0      | 3           | 0          |
| I. Forn        | 0           | 0           | 0           | 0           | 1                 | 0                 | 0                 | 0                 | 1        | 0      | 0           | 0          |
| M. Hamoud      | 26          | 1           | 2           | 0           | 2                 | 0                 | 0                 | 0                 | 28       | 1      | 2           | 0          |
| R. Imingen     | 3           | 0           | 1           | 0           | 3                 | 0                 | 0                 | 0                 | 6        | 0      | 1           | 0          |
| E. Iversen     | 0           | 0           | 0           | 0           | 0                 | 0                 | 0                 | 0                 | 0        | 0      | 0           | 0          |
| T. Jacobsen    | 2           | 0           | 0           | 0           | 3                 | 0                 | 0                 | 0                 | 5        | 0      | 0           | 0          |
| Ste. Johansen  | 1           | 0           | 0           | 0           | 1                 | 0                 | 0                 | 0                 | 2        | 0      | 0           | 0          |
| Sti. Johansen  | 19          | 5           | 3           | 0           | 4                 | 3                 | 1                 | 0                 | 23       | 8      | 4           | 0          |
| A. Karlsen     | 0           | 0           | 0           | 0           | 1                 | 0                 | 0                 | 0                 | 1        | 0      | 0           | 0          |
| J. Kolstad     | 2           | 0           | 0           | 0           | 3                 | 0                 | 0                 | 0                 | 5        | 0      | 0           | 0          |
| A. Konradsen   | 8           | 0           | 1           | 0           | 4                 | 1                 | 0                 | 0                 | 12       | 1      | 1           | 0          |
| P. Londak      | 24          | 0           | 2           | 0           | 3                 | 0                 | 0                 | 0                 | 27       | 0      | 2           | 0          |
| T. Martins     | 13          | 5           | 1           | 0           | 0                 | 0                 | 0                 | 0                 | 13       | 5      | 1           | 0          |
| T. Olsen       | 26          | 10          | 3           | 0           | 5                 | 4                 | 0                 | 0                 | 31       | 14     | 3           | 0          |
| O. Råstad      | 5           | 0           | 1           | 0           | 4                 | 0                 | 1                 | 0                 | 9        | 0      | 2           | 0          |
| P. Rønning     | 25          | 1           | 3           | 0           | 5                 | 1                 | 1                 | 0                 | 30       | 2      | 4           | 0          |
| T. Rønning     | 19          | 1           | 2           | 0           | 3                 | 0                 | 0                 | 0                 | 22       | 1      | 2           | 0          |
| H. Sakariassen | 10          | 0           | 0           | 0           | 1                 | 0                 | 0                 | 0                 | 11       | 0      | 0           | 0          |
| V. Sannes      | 0           | 0           | 0           | 0           | 0                 | 0                 | 0                 | 0                 | 0        | 0      | 0           | 0          |
| J. Sørensen    | 21          | 6           | 1           | 0           | 4                 | 2                 | 0                 | 0                 | 25       | 8      | 1           | 0          |
| T. Stafsula    | 0           | 0           | 0           | 0           | 1                 | 0                 | 0                 | 0                 | 1        | 0      | 0           | 0          |
| S. Theting     | 14          | 0           | 2           | 1           | 4                 | 0                 | 1                 | 0                 | 18       | 0      | 3           | 1          |
| R. Vikestad    | 4           | 0           | 0           | 0           | 0                 | 0                 | 0                 | 0                 | 4        | 0      | 0           | 0          |